# التصنيف الوظيفي لجمعية القلب في نيو يورك
يوفر التصنيف الوظيفي لجمعية القلب في نيويورك وسيلة بسيطة لتصنيف مدى قصور القلب من خلال تصنيف المرضى لأربع فئات على أساس مقدار القصور في ممارسة النشاط البدني وقصور وأعراض التنفس الطبيعي ووضيق التنفس أو ألم الذبحة الصدرية.

## التصنيف[1][2]
1. الفئة الأولى (FC-I): المرضى الذين ليس لديهم أي قصور في النشاط البدني.
2. الفئة الثانية (FC-II): المرضى الذين لديهم أي قصور طفيف.
3. الفئة الثالثة (FC-III): المرضى الذين لديهم أي قصور واضح.
4. الفئة الرابعة (FC-IV): المرضى غير قادرين على الاستمرار في النشاط البدني دون مشقة.